# Serdžgavá
   Serdžgavá je mongolské jméno a zároveň rodné jméno. Patronymum čínský zápis jména neuvádí.
Serdžgavá nebo Sirijigawa (* 8. listopadu 1986) je bývalý čínský zápasník, mongolské národnosti, který reprezentoval Čínu v judu.

## Sportovní kariéra
Narodil se v oblasti Aru Chorčin spadající pod administrativní centrum Čch’-feng (Ulánchad) do mongolské kočovné rodiny. S judem začínal ve 14 letech. V čínské seniorské reprezentaci se objevoval od roku 2005 v lehké váze do 73 kg. V roce 2008 uspěl při čínské olympijské nominaci na domácí olympijské hry v Pekingu. V Pekingu vypadl ve čtvrtfinále s Tadžikem Rasulem Bokijevem na ippon po technice tomoe-nage. Od roku 2010 startoval v polostřední váze do 81 kg, ve které se v roce 2012 na olympijské hry v Londýně nekvalifikoval. Sportovní kariéru ukončil v roce 2015.

## Výsledky
| Turnaj            | 2005         | 2006         | 2007         | 2008         | 2009         | 2010             | 2011             | 2012             |
| Turnaj            | 19           | 20           | 21           | 22           | 23           | 24               | 25               | 26               |
| Turnaj            | střední váha | střední váha | střední váha | střední váha | střední váha | polostřední váha | polostřední váha | polostřední váha |
| ----------------- | ------------ | ------------ | ------------ | ------------ | ------------ | ---------------- | ---------------- | ---------------- |
| Olympijské hry    |              |              |              | úč.          |              |                  |                  | —                |
| Mistrovství světa | úč.          |              | —            |              | —            | úč.              | úč.              |                  |
| Asijské hry       |              | —            |              |              |              | 5.               |                  |                  |
| Mistrovství Asie  | 5.           |              | úč.          | —            | úč.          |                  | 3.               | 7.               |
| Akademické MS     |              | 5.           |              |              |              |                  |                  |                  |